# Sophie Redmond
Sophie Redmond, född 1907, död 1955, var en surinamesisk feminist.
Hon är känd som den första kvinnliga läkaren i Surinam av afrikanskt ursprung (1935). Efter andra världskriget blev Redmond också politiskt aktiv. Hon engagerade sig i kvinnorörelsen som medlem i Damescomité. Hon ställde upp som kandidat i valet utan framgång 1950. 